# Ґолем і танцівниця
«Ґо́лем і танцівниця» (нім. Der Golem und die Tänzerin) — німий комедійний фільм жахів Пауля Вегенера. Один із сиквелів фільму «Ґолем». Прем'єра відбулася в Німеччині у квітні 1917 року. Нині вважається втраченим, проте, за деякими відомостями, копія фільму може зберігатися в «якому-небудь східно-європейському архіві».

## В ролях
- Пауль Вегенер — Ґолем
- Ліда Салмонова — Хельга
- Рохус Глізе
- Вільгельм Дігельманн
- Фріц Фельд
- Емілі Курц
- Еріх Шенфельдер
- Ернст Вальдов